# André Badonnel
André Louis Arthur Badonnel (* 5. Juli 1898 in Épinal, Département Vosges; † 30. April 1991 in Paris) war ein französischer Entomologe. Sein Forschungsschwerpunkt war die Ordnung der Staubläuse (Psocoptera).

## Leben
Badonnel trat nach dem Abschluss der Sekundarschule in den Ersten Weltkrieg ein. Er hatte den Dienstgrad eines Leutnants, wurde im Kampfeinsatz verwundet und erhielt das Croix de guerre mit drei Belobigungen. Unmittelbar danach nahm er sein unterbrochenes Studium wieder auf und wurde Lehrer. 1930 erwarb er an der wissenschaftlichen Fakultät in Dijon einen Bachelor of Science in den Naturwissenschaften und begann auf Anraten seines Zoologieprofessors Edmond Hesse mit einer Studie über die regionale Fauna und die Anatomie der Staubläuse. Die in Dijon begonnenen Studien über Staubläuse, denen er seine gesamte Forschungsarbeit widmete, wurden an der Sorbonne bei Professor Etienne Rabaud fortgesetzt. 1934 wurde er mit der Dissertation Recherches sur l’anatomie des Psoques zum Doktor der Naturwissenschaften promoviert. Diese Arbeit wurde anschließend im Bulletin Biologique de France et de Belgique veröffentlicht.
1934 wurde er zum Dozenten am Collège Arago in Paris und 1939 am Lycée Chaptal ernannt, wo er sich insbesondere um die Vorbereitungsklasse für Biologie für die Aufnahmeprüfung an der École normale supérieure kümmerte und fast drei Jahre sowohl als Lehrer als auch als Forscher auf dem Gebiet der Entomologie tätig war.
1940 wurde er mobilisiert und diente im Dienstgrad eines Capitaine. 1940 und 1941 geriet er in Kriegsgefangenschaft und schloss sich anschließend dem Widerstand bei der Forces françaises de l’intérieur an, wo er als Kommandant an der Befreiung von Paris teilnahm.
Badonnel veröffentlichte mehr als 50 wissenschaftliche Publikationen. 1962 wurde er zum stellvertretenden Direktor des Muséum national d’histoire naturelle ernannt.
In 130 aufeinanderfolgenden wissenschaftlichen Aufzeichnungen wurden die morphologischen und anatomischen Grundlagen für die Kenntnis der Staubläuse gelegt und verschiedene biologische Aspekte beschrieben, insbesondere in Bezug auf die männlichen und weiblichen Genitalien, den Flügelpolymorphismus, die Eiablage, den Gruppeneffekt, die verschiedenen Anpassungen an das Leben als Höhlenbewohner, Baum-, Moos-, Erd- und Rindenbewohner.
Badonnel unternahm mehrere Reisen, die ihn nach Griechenland, Jugoslawien, Rumänien, auf verschiedene Mittelmeerinseln Europas sowie in verschiedene Länder Afrikas, darunter Madagaskar, Marokko, Kamerun, Elfenbeinküste, Guinea, Kongo, Angola, Senegal und Dschibuti führten. Badonnel führte eine neue Systematik der Gruppe der Staubläuse ein, die genau auf dem Studium der Geschlechtsorgane beruhte.
Insgesamt beschrieb er fast 700 neue Arten und führte mehr als 50 neue Gattungen ein. Im Laufe seiner 60-jährigen Arbeit wuchs seine Gruppe von 1000 bekannten Arten auf mehr als 3000 an.
Badonnel war 1970 Präsident der Société entomologique de France.